# Dangerously in Love
Dangerously in Love er debutsoloalbummet fra den amerikanske R&B-sangerinde Beyoncé Knowles, som blev udgivet den 22. juni 2003 af Columbia Records.
Indspilningen til albummet skete mellem 2002 til marts 2003 i adskillige pladestudier, imens der var en pause i hendes tidligere gruppe Destiny's Child. Med R&B og soul-genren i fokus, består albummet hovedsageligt mest af tempofyldte sange og ballader og har elementer af hip hop og arabisk musik. Selvom Knowles forblev diskret om betydningen af sangene, blev mange af teksterne tillagt hendes nære forhold til rapperen Jay-Z på samme tidspunkt.
Dangerously in Love skulle være startskuddet for Knowles til at gå solo og kunne leve af det, såvel som at blive en af de mest markante kunstnere i musikbranchen. Albummet røg direkte ind som nummer 1 på den amerikanske Billboard 200-liste, da den solgte 317.000 udgaver i dens første uge. Albummet blev en succes verdenen over, og fik multi-platinium i Australien, Storbritannien og USA. Dangerously in Love modtog blandet til positive anmeldelser fra musikanmeldere, da den udkom og indbragte Knowles fem Grammy Awards-priser.

## Baggrund
Knowles begyndte sin sangkarriere med gruppen Destiny's Child, en moderne R&B-gruppe, hvori hun var den ledende forsanger, i slutningen af 1990'erne. Ifølge Corey Moss fra MTV News var "fans ivrige efter at se" hvordan Knowles, efter mange år i en gruppe, optrådte solo. Imens gruppen indspillede deres tredje album, Survivor, i slutningen af 2000, annoncerede Knowles at gruppens medlemmer ville gå hver til sit i en periode, for hver at producere soloalbums i de efterfølgende år, hvilket de håber også kunne have en positiv effekt tilbage på Destiny's Child. Idéen om at udgive individuelt arbejde kom fra gruppens manager og Knowles' far, Mathew Knowles.
Da hver medlem ønskede hver deres form for musikgenre, skulle det ikke handle om at albummene skulle konkurrere mod hinanden på hitlisterne. Destiny's Childs ledelse valgte strategisk at udgive hvert af de tre debutsoloalbums forholdsvis tæt på hinanden, så man kunne opnå det højeste mulige salg. Michelle Williams var den første til at udgive sit soloalbum, Heart to Yours, i april 2002. I mellemtiden debuterede Knowles på det store lærred, da hun medvirkede i komediefilmen Austin Powers in Goldmember, og indspillede hendes debutsingle, "Work It Out", som er med på soundtracket til filmen. Rowland indgik et samarbejde med den amerikanske rapper Nelly til sangen "Dilemma" som gæstesanger; sangen blev et hit det år, og gjorde at man valgte at udskyde udgivelsen af hendes soloalbum, Simply Deep, til sidst i 2002. Knowles medvirkede også i The Fighting Temptations og indspillede en anden solosingle. I 2002 sang hun med på sin daværende kæreste Jay-Zs sang "'03 Bonnie & Clyde". Sangen gav Knowles stor ros og lagde vejen for udgivelsen af Dangerously in Love.

## Indspilning
Før Knowles begyndte indspilningen af materiale til Dangerously in Love, udvalgte hun producerne, hun ønskede at samarbejde med. I to dage afholdt hun møder med potentielle producere fra vestkysten til østkysten af USA og havde interviews med dem. Knowles tog til Miami, Florida for at begynde indspilninger med den canadiske pladeproducer Scott Storch, hendes første samarbejdspartner, og boede på et hotel i Miami de efterfølgende måneder. Selvom hun ønskede at koncentrere sig om albummet, tog Knowles sig alligevel tid for sig selv, for at undgå det store pres omkring hende, som var meget forskellige fra de forhastede indspilninger hos Destiny's Child.
Som hun gjorde med sangen Survivor, indtog Knowles en større rolle i produktionsarbejdet af Dangerously in Love, da hun var med til at skrive mange af sangene og med til udvælge hvilke, der skulle produceres og delte idéer med lyd- og indspilningsfolkene. Selvom Knowles ikke lavede beatet til musikken, kom hun med melodier og idéer, som hun delte med producerne. Med 43 færdige sange, hvoraf 15 kom med på albummet er Knowles blev krediteret for at være med-skriver og med-producer, såvel som albummets ledende producer sammen med Matthew Knowles.
Knowles følte at indspilningen af et album uden hendes gruppemedlemmer var "befriende og terapeutisk", idet hun kunne komme ind i studiet og frit forklare hendes idéer til samarbejdspartnerne. Den afhængighed, hun havde udviklet under arbejdet med Destiny's Child, ramte hende en smule hårdt, da hun nu stod alene med at komme med de kreative idéer. Da hun ønskede at udvikles sig som kunstner, kontaktede Knowles andre kunstnere med det håb at der kunne indgås partnerskab. Da hun og hendes mandskab var færdig med at skrive sange, sendte hun kopier til potentielle gæstesangere. Hun ringede til dem og spurgte om deres mulige lyst til et sådant samarbejde og fik til sidst deres accept. Udover Jay-Z, fik Knowles også arbejdet med bl.a. den jamaicanske kunstner Sean Paul, den amerikanske rapper Missy Elliott. For at gøre gengæld, sendte nogle kunstnere også kopier af sangen til Knowles, som også blev produceret. Derudover arbejdede Knowles også med Timbaland og Missy Elliott til sangen "Wrapped Around Me" til albummet. Det endte dog med at sangen, af ukendte årsager, ikke kom med på albummet.
Dangerously in Love var oprindelige en sang af samme titel, som Knowles havde skrevet til Destiny's Child-albummet Survivor. "Dangerously in Love" blev dømt til at for "sofistikeret" i forhold til de andre sange på Survivor, og gruppen valgte derfor ikke at udgive single fra albummet. Efter Knowles havde indspillet adskillige andre numre til albummet Dangerously in Love, besluttede hun at tage "Dangerously in Love" med, da det gik op for hende at den passede godt ind under det overordnede emne, som albummet havde. Da albummets udgivelse blev forsinket på grund af successen med Rowlands "Dilemma", indså Knowles at det, trods alt, gav hende muligheder for at forbedre sit eget album. Selvom hun var skuffet over udsættelsen, indså hun at "intet sker uden grund", og valgte at vende tilbage til pladestudiet for at arbejde med andre sangskrivere. Dette gjorde at hun fik indspillet flere sange, deriblandt albummets første nummer og udgivne single "Crazy in Love". I slutningen af 2002, satte Knowles arbejdet med Dangerously in Love på standby for at tage på en jule-turné med Destiny's Child. Med få uger tilbage af indspilninger til albummet i marts 2003, samarbejdede Knowles stadig med andre kunstnere på albummet, deriblandt Sean Paul og P. Diddy.

## Musikken

### Musiske stil
Knowles' far og manager har udtalt at Dangerously in Love fremviser hendes musikalske rødder. Hvor Williams og Rowland fokuserede på henholdsvis gospel og alternativ popm fortsatte Knowles med at synge moderne R&B. Sangene på albummet er varierende; fra middeltempo til dansehits på den første del og ballader på den anden. Knowles har om sit album kommenteret: "Mit album har en god balance mellem ... ballader og... middeltempo med "just ridin'-in-your-car"-følelsen til masse;... hurtige dansesange, til virkelig sexede sange, til sange, der rammer dig følelsesmæssigt. Det er et dejligt miks af forskellige typer sange." Med meget tempofyldte sange som "Crazy in Love" og "Naughty Girl", er albummets centrale fokus på det langsomme og følelsmæssige. Knowles har udtalt at hun har skrevet mange ballader til albummet.
Ifølge Knowles ønskede hun at blive accepteret som kunstner og fremvise sit store musikalske spændvidde: for at gøre dette, blandede hun forskellige musikgenre og musikalske indflydelser. Albummet består derfor af både moderne R&B, hip hop, soul og rock. Albummet fik sin hip hop-indflydelse fra Jay-Z, Outkast og Lil' Kim; reggaen fra Sean Paul; og med tilbud fra Storch, udforsker albummet også arabisk musik. Hans personlige studie af den slags musik har angiveligt givet albummet et middeløstligt atmosfære.

## Trackliste
| #   | Titel                                                | Sangskriver(e)                                                                                     | Producer(e)                              | Længde |
| --- | ---------------------------------------------------- | -------------------------------------------------------------------------------------------------- | ---------------------------------------- | ------ |
| 1.  | "Crazy in Love" (med Jay-Z)                          | Beyoncé Knowles, Rich Harrison, Shawn Carter, Eugene Record                                        | Harrison, Knowles                        | 3:56   |
| 2.  | "Naughty Girl"                                       | Knowles, Scott Storch, Robert Waller, Angela Beyincé, Pete Bellotte, Giorgio Moroder, Donna Summer | Storch, Knowles                          | 3:29   |
| 3.  | "Baby Boy" (med Sean Paul)                           | Knowles, Storch, Sean Paul Henriques, Waller, Carter                                               | Storch, Knowles                          | 4:05   |
| 4.  | "Hip Hop Star" (med Big Boi og Sleepy Brown)         | Knowles, Bryce Wilson, Makeda Davis, Antwan Patton, Carter                                         | Knowles, Wilson                          | 3:43   |
| 5.  | "Be With You"                                        | Knowles, Harrison, Beyincé, Shuggie Otis, George Clinton, Jr., William Collins, Gary Cooper        | Harrison, Knowles                        | 4:20   |
| 6.  | "Me, Myself and I"                                   | Knowles, Storch, Waller                                                                            | Storch, Knowles                          | 5:01   |
| 7.  | "Yes"                                                | Knowles, Bernard Edwards, Jr., Carter                                                              | Knowles, Focus...                        | 4:19   |
| 8.  | "Signs" (med Missy Elliott)                          | Missy Elliott, Nisan Stewart, Craig Brockman                                                       | Elliott, Brockman*, Stewart*             | 4:58   |
| 9.  | "Speechless"                                         | Knowles, Andreao Heard, Sherrod Barnes, Beyincé                                                    | Knowles, Andreao "Fanatic" Heard, Barnes | 6:00   |
| 10. | "That's How You Like It" (med Jay-Z)                 | Delroy Andrews, Brian Bridgeman, Carter, Randy DeBarge, Eldra DeBarge, Etterlene Jordan            | D-Roy, Mr. B, Knowles                    | 3:39   |
| 11. | "The Closer I Get to You" (duet med Luther Vandross) | James Mtume, Reggie Lucas                                                                          | Nat Adderley, Jr                         | 4:58   |
| 12. | "Dangerously in Love 2"                              | Knowles, Errol McCalla, Jr.                                                                        | Knowles, Errol "Poppi" McCalla, Jr.      | 4:53   |
| 13. | "Beyoncé Interlude"                                  | Knowles                                                                                            | Knowles                                  | 0:16   |
| 14. | "Gift from Virgo"                                    | Knowles, Otis                                                                                      | Knowles                                  | 2:45   |
| 15. | "Daddy"                                              | Knowles, Mark Batson                                                                               | Knowles, Batson                          | 4:57   |

## Personnel
| - Beyoncé – førstevokal, musikproducer, ledende producer, vokalproducer - Nat Adderley, Jr. – producer, arrangerør, el-klaver, strengeinstrumenter - Tawatha Agee – støttevokalist - Vincent Alexander – musikingeniør - Sanford Allen – koncertmester - Chuckie Amos – hårstylist - Skip Anderson – arrangerør, musikprogrammør, ekstra keyboard - Ray Bardani – strengeingeniør, lydredigering - Sherrod Barnes – producer - Mark Batson – producer, arrangerør, instrumentsammenkobling, leder af musikfremstillingen - Carlos Bedoya – ingeniør, vokalingeniør - Big Boi – rap, ekstra vokalproduktion - Kevin Bird – rekvisitstylist - Craig Brockman – med-producer - John "Jab" Broussard – ekstra guitar - Al Brown – strengmester - Dan Bucchi – assistenterende lydregissør - Chris Carmouche – ekstra ingeniør - Jim Caruana – ingeniør - Demacio "Demo" Castellon – assisterende lydregissør - Tom Coyne – leder af de afsluttende produktioner af sangene - Ian Cuttler – art director - Dahlen – fotograt - Jason Dale – assisterende lydregissør - D-Roy – producer - Missy Elliott – rap, producer - Focus... – producer, ingeniør, instrumentsammenkobling - Guru – ingeniør - Phil Hamilton – guitar - Ivan Hampden – trommer - Rich Harrison – producer, instrumentsammenkobling | - Andreao "Fanatic" Heard – producer - Cissy Houston – støttevokal - James Hunter – grafisk designer - Jay-Z – rap - Bashiri Johnson – percussioninstrumenter - Scott Kieklak – lydregiering - Markus Klinko and Indrani – fotograf - Mathew Knowles – ledende producer - Tina Knowles – stylist - Brendan Kurtz – assisterende lydregissør - Tony Maserati – lydredigering - Errol "Poppi" McCalla, Jr. – producer - Byron Miller – bas - Mr. B – producer - Sean Paul – vokaler - Greg Price – assisterende ingeniør - Mally Roncal – makeupartist - Dexter Simmons – lydredigering - Sleepy Brown – vokaler - Matt Snedecor – asssiterende lydregissør - Brian Springer – ingeniør - Nisan Stewart – med-producer - Scott Storch – producer - Candace Thomas – støttevokaler - Pat Thrall – ingeniør - Luther Vandross – vokaler, vokalarrangør - Luz Vasquez – assisterende lydregissør - Stan Wallace – ingeniør - Brenda White-King – støttevokaler - Theresa LaBarbera Whites – caster - Bryce Wilson – producer - Pat Woodward – assisterende lydregissør - Dan Workman – guitar, ingeniør |

## Hitlister
| Hitliste (2003 - 04)                 | Højeste placering |
| ------------------------------------ | ----------------- |
| Australske albumhitlister            | 2                 |
| Østrigs albumhitliste                | 3                 |
| Belgiske albumhitlister (Flandern)   | 3                 |
| Belgiske albumhitlister (Vallonien)  | 13                |
| Canadas albumhitliste                | 1                 |
| Danmarks albumhitliste               | 5                 |
| Hollands albumhitliste               | 4                 |
| Den europæiske Top 100-albumhitliste | 1                 |
| Finlands albumhitliste               | 6                 |
| Frankrigs albumhitliste              | 14                |
| Grækenlands albumhitliste            | 1                 |
| Irlands albumhitliste                | 1                 |
| Italiens albumhitliste               | 16                |
| Japans albumhitliste                 | 12                |
| New Zealands albumhitliste           | 8                 |
| Norges albumhitliste                 | 1                 |
| Polens albumhitliste                 | 18                |
| Portugals albumhitliste              | 16                |
| Sveriges albumhitliste               | 11                |
| Schweiz' albumhitliste               | 2                 |
| Tysklands albumhitliste              | 1                 |
| UK Albums Chart                      | 1                 |
| Ungarns albumhitliste                | 18                |
| U.S. Billboard 200                   | 1                 |
| U.S. Top R&B/Hip-Hop Albums          | 1                 |

| Land           | Modtagelse |
| -------------- | ---------- |
| Argentina      | Guld       |
| Australien     | Platin     |
| Belgien        | Guld       |
| Canada         | Platin     |
| Europa         | Platin     |
| Frankrig       | 2× Guld    |
| Grækenland     | Guld       |
| Holland        | Guld       |
| Hong Kong      | Gold       |
| Japan          | Guld       |
| New Zealand    | Platin     |
| Norge          | Guld       |
| Rusland        | Platin     |
| Schweiz        | Platin     |
| Storbritannien | 2× platin  |
| Sverige        | Guld       |
| Tyskland       | Platin     |
| USA            | 4× platin  |
| Østrig         | Guld       |

| Hitliste (2003)                  | Placering |
| -------------------------------- | --------- |
| Australiens albumhitliste        | 51        |
| Belgiens albumhitliste (Flander) | 39        |
| Finlands albumhitliste           | 38        |
| Frankrigs albumhitliste          | 73        |
| Ungarns albumhitliste            | 87        |
| Irlands albumhitliste            | 10        |
| New Zealands albumhitliste       | 36        |
| Sveriges albumhitliste           | 66        |
| Schweiz' albumhitliste           | 13        |
| UK Albums Chart                  | 14        |
| U.S. Billboard 200               | 19        |
| Verdenen over                    | 5         |

| Hitliste (2000–09) | Placering |
| ------------------ | --------- |
| U.S. Billboard 200 | 59        |

### Singler
| År                                                           | Single             | Højest opnåede placeringe | Højest opnåede placeringe | Højest opnåede placeringe | Højest opnåede placeringe | Højest opnåede placeringe | Højest opnåede placeringe | Højest opnåede placeringe | Højest opnåede placeringe | Højest opnåede placeringe | Højest opnåede placeringe | Modtagelse                                       |
| År                                                           | Single             | USA                       | U.S. Club                 | AUS                       | AUT                       | CAN                       | FRA                       | GER                       | NZ                        | SWI                       | UK                        | Modtagelse                                       |
| ------------------------------------------------------------ | ------------------ | ------------------------- | ------------------------- | ------------------------- | ------------------------- | ------------------------- | ------------------------- | ------------------------- | ------------------------- | ------------------------- | ------------------------- | ------------------------------------------------ |
| 2003                                                         | "Crazy in Love"    | 1                         | 1                         | 2                         | 8                         | 2                         | 21                        | 6                         | 2                         | 3                         | 1                         | - AUS: Platin - NZ: Platin - US: Guld - UK: Sølv |
| 2003                                                         | "Baby Boy"         | 1                         | 2                         | 3                         | 18                        | —                         | 8                         | —                         | 2                         | 5                         | 2                         | - AUS: Platin - US: Platin                       |
| 2003                                                         | "Me, Myself and I" | 4                         | 3                         | 11                        | 51                        | 7                         | —                         | 35                        | 18                        | 41                        | 11                        | - US: Guld                                       |
| 2004                                                         | "Naughty Girl"     | 3                         | 1                         | 9                         | 29                        | 2                         | 18                        | 16                        | 6                         | 18                        | 10                        | - AUS: Guld - NZ: Guld - US: Guld                |
| "—" betyder at sangen ikke kom på listen eller blev udgivet. |                    |                           |                           |                           |                           |                           |                           |                           |                           |                           |                           |                                                  |

## Priser
| Prisuddeling                            | År   | Nomineret arbejde                | Kategori                                          | Resultat  |
| --------------------------------------- | ---- | -------------------------------- | ------------------------------------------------- | --------- |
| BET Awards, USA                         | 2004 | "Crazy In Love" (Jay-Z)          | Best Female R&B Artist                            | Vundet    |
| BET Awards, USA                         | 2004 | "Crazy In Love" (Jay-Z)          | Best Collaboration                                | Vundet    |
| BRIT Awards, UK                         | 2004 | Dangerously In Love              | Best International Female Solo Artist             | Vundet    |
| Grammy Awards                           | 2003 | "03 Bonnie & Clyde" (med Jay-Z)  | Record of the year                                | Nomineret |
| Grammy Awards                           | 2004 | "Crazy In Love" (med Jay-Z)      | Best R&B Song                                     | Vundet    |
| Grammy Awards                           | 2004 | "Crazy In Love" (med Jay-Z)      | Best Rap/Sung Collaboration                       | Vundet    |
| Grammy Awards                           | 2004 | "Dangerously In Love 2"          | Best Female R&B Vocal Performance                 | Vundet    |
| Grammy Awards                           | 2004 | Dangerously In Love              | Best Contemporary R&B Album                       | Vundet    |
| Grammy Awards                           | 2004 | " The Closer I Get to You"       | Best R&B Performance by a Duo or Group with Vocal | Vundet    |
| International Dance Music Awards, World | 2003 | "Crazy In Love" (med Jay-Z)      | Best R&B/Urban Dance Track                        | Vundet    |
| MTV Music Video Awards                  | 2003 | "Crazy In Love" (med Jay-Z)      | Video Music Awards Best Female Video              | Vundet    |
| MTV Music Video Awards                  | 2003 | "Crazy In Love" (med Jay-Z)      | Video Music Awards Best R&B Video                 | Vundet    |
| MTV Music Video Awards                  | 2003 | "Crazy In Love" (med Jay-Z)      | Video Music Awards Best Choreography              | Vundet    |
| MTV Music Video Awards                  | 2004 | "Naughty Girl"                   | Video Music Awards Best Female Video              | Vundet    |
| MTV Europe Music Awards                 | 2003 | "Crazy in Love" (med Jay-Z)      | Europe Music Awards Best R&B Song                 | Vundet    |
| MTV Europe Music Awards                 | 2003 | "Crazy in Love" (med Jay-Z)      | Europe Music Awards Best Song of the year         | Vundet    |
| MTV Video Music Awards Japan            | 2004 | "Crazy in Love" (med Jay-Z)      | Best Collaboration                                | Vundet    |
| POP Music Awards                        | 2003 | "03 Bonnie & Clyde" (with Jay-Z) | Most Performed Song                               | Vundet    |
| POP Music Awards                        | 2003 | "Crazy In Love" (med Jay-Z)      | Most performed song                               | Vundet    |
| POP Music Awards                        | 2005 | "Baby Boy" (med Sean Paul)       | Most performed song                               | Vundet    |
| POP Music Awards                        | 2005 | "Me, Myself and I"               | Most performed song                               | Vundet    |
| POP Music Awards                        | 2005 | "Naughty Girl"                   | Most performed song                               | Vundet    |
| POP Music Awards                        | 2005 | "Naughty Girl"                   | Songwriter of the year                            | Vundet    |
| New Musical Express, UK (NME)           | 2003 | "Crazy in Love" (medJay-Z)       | NME Rocklist (End-of-Year Review)                 | Vundet    |
| New Musical Express, UK (NME)           | 2003 | "Crazy in Love" (medJay-Z)       | NME Record of the Year (Singles)                  | Vundet    |
| Nickelodeon Kids' Choice Awards         | 2004 | "Crazy in Love" (med Jay-Z)      | Favorite Female Performer                         | Vundet    |
| Soul Train Music Awards, USA            | 2004 | Dangerously In Love              | Best R&B/Soul Album                               | Vundet    |
| Vibe Awards, USA                        | 2003 | "Crazy in Love" (med Jay-Z)      | Coolest Collaboration                             | Vundet    |